# ルイ・ゴンザレス・デ・クラビホ

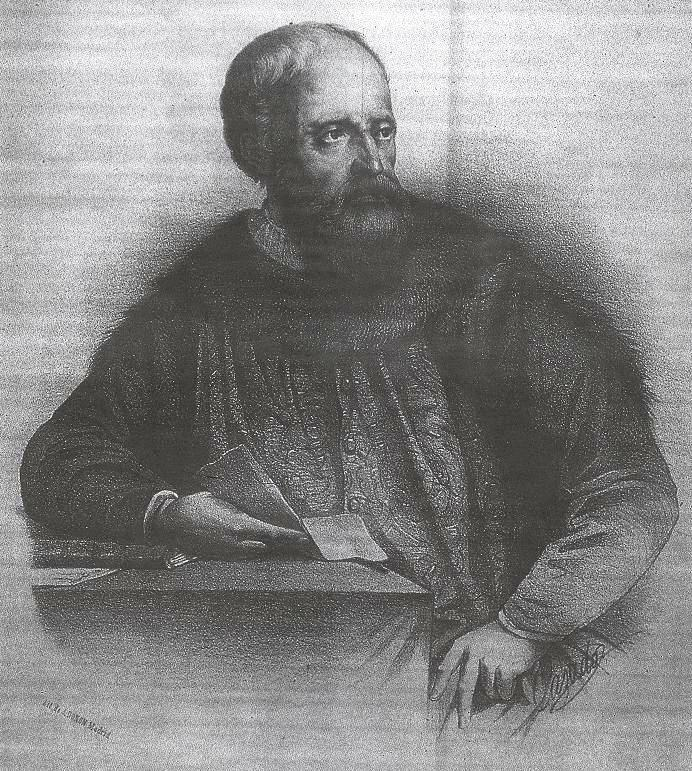
クラビホの肖像画、19世紀

ルイ・ゴンザレス・デ・クラビホ（スペイン語: Ruy González de Clavijo、生年未詳 - 1412年4月2日）は、カスティーリャ王国の外交官であり、作家である。1403年から1405年にかけて、クラビホはカスティーリャ国王エンリケ3世の命を受け、ティムール朝の創始者であり支配者であったティムールの許を訪問した。旅行の道中に残したメモを元にして綴られた道中記『タメルラン大帝史』は1582年に出版され (Embajada a Tamorlán) 、1859年に英語に翻訳された (Narrative of the Embassy of Ruy Gonzalez de Clavijo to the Court of Timour at Samarcand AD 1403-6)。

## サマルカンド使節団
マドリードの貴族であり国王の侍従であったクラビホはティムール朝の使節団長であったムハンマド・アル＝カーズィー (Muhammed al-Kazi) 、ドミニカの修道士アルフォンソ・パエス・デ・サンタ・マリーア (Alfonso Páez de Santa María)、近衛兵の一人ゴメス・デ・サラサール (Gómez de Salazar) その他のカスティーリャ人とともに、1403年5月21日にカディスを出航した。クラビホ一行は地中海を航海し、マヨルカ島、シチリア、ロドス島を通ってコンスタンティノープルに到着した。以降、現代の国家や都市名に従うと、クラビホは黒海を通過してトレビゾンド帝国に到着、陸路でアルメニア、イラン、トルクメニスタンを通過してウズベキスタンに到着した。彼は1404年にペルシアのテヘランを訪れている。本来の目的は冬の遊牧期間中に現代のグルジアでティムールに謁見することであったが、悪天候と船の難破により、使節団はコンスタンティノープルまで引き返すことを強いられ、1403年～1404年の冬の期間をコンスタンティノープルで過ごすこととなった。
コンスタンティノープルから黒海を越え、ティムール朝の使節に続いて残り数ヶ月を陸路で進むこととなったが、ティムール朝の使節のあまりの騎乗速度についていくことができず、オルドで頻繁に宿営を行った。度重なる宿営の後、カスティーリャ使節団は1404年9月8日にティムール朝の首都であったサマルカンド （現代のウズベキスタンにある）に到着した。クラビホは当時のティムール朝の宮廷に関する詳細な描写を西洋へと伝える役割を果たした。クラビホはティムール朝においては建設と再建築に一定のサイクルがあることを発見し、以下のように記述している。
ティムールが彼の母や妻のために建設を命じたモスク...は我々がサマルカンドの市中を訪れた中で最も格調高い建築物である。しかし、完成直前になってティムールがその入口の門を見咎め、ティムールはこの入口はあまりに高さが低すぎるため取り壊す必要があると言い出した。
クラビホのティムールとの念願の初対面は「宮殿内にある大きな果樹園（ペルシア風庭園）」で行われた。そこでクラビホは彼が見た訓練と装飾を施された象や、宝石や真珠が散りばめられた、風ではためく絹の幟やタッセルによるテントのパビリオンに関して詳細な記述を残している。使節団はサマルカンドで数ヶ月滞在し、1402年7月にティムール朝がアンカラの戦いにおいて、オスマン帝国に勝利しバヤズィト1世を捕虜とした点に関して、カスティーリャ人を代表してティムールへの祝福を述べている。オスマン帝国はハンガリー王国にまで領土を拡大し西洋諸国にとって脅威となっていたため、この戦いはティムール朝にとって、エンリケ3世及びフランス王国のシャルル6世との外交的な結びつきを強める結果となった。ティムールの体調が思わしくなかった（ティムールの最後の罹患となった）ため、エンリケ3世へのティムールからの手紙を受け取ることなく、カスティーリャ使節団は1404年11月21日にサマルカンドを離れることとなった。その後約1年半を経て、1406年3月に帰国を果たしている。

## 日本語訳
- 『チムール帝国紀行』 山田信夫訳、桃源社、1967、新装版1979
- 『遥かなるサマルカンド』 リュシアン・ケーレン編、杉山正樹訳、原書房、1998

関連文献（近年刊）
- 川口琢司『ティムール帝国』 講談社選書メチエ、2014